# APR Aurora
APR Aurora a fost un prototip al unui aruncător de proiectile reactive proiectat, fabricat și oferit spre vânzare de către Aerostar SA Bacău. Sistemul consta într-un lansator de rachete calibrul 122 mm cu 12 țevi de ghidare dispuse pe două rânduri, montat pe șasiul unui autoturism de teren ARO 4×4. Aerostar nu a reușit să obțină nici un contract de vânzare pentru APR Aurora până în prezent.

## Descriere
Sistemul a fost proiectat în anii 1980, prototipul fiind dezvăluit publicului pentru prima dată în timpul Expoziției Internaționale de Armament de la Bagdad din aprilie 1989. Lansatorul este amplasat în partea din spate a vehiculului, fiind alcătuit din 12 țevi de ghidare dispuse pe două rânduri. Muniția constă în rachete M21-OF-S de calibrul 122 mm cu o lungime de 1,97 metri. APR Aurora are o bătaie maximă de doar 13 kilometri, din cauza tuburilor de ghidare scurte (aproximativ 2 metri). Muniția este fabricată de către SC Tohan SA. Containerul cu țevile de dirijare poate fi demontat rapid pentru a fi reîncărcat. Rachetele pot fi lansate succesiv în aproximativ 6-12 secunde. Un stabilizator hidraulic este folosit în partea din spate a vehiculului pentru a asigura platforma stabilă necesară lansării.
Sistemul de conducere a focului montat în cabină este similar cu cel montat pe aruncătorul APRA 40, fiind de tipul ADFM-01. Rachetele pot fi lansate și de la distanță, prin intermediul unui cablu de legătură lung de 100 de metri. Sistemul de ochire de tip AO-AG 9M, similar și el modelului APRA 40, este localizat în partea stângă a lansatorului. În cabină se află și echipamentul radio cu raza de acțiune maximă de 10-12 kilometri.
Tot în cadrul expoziției de la Bagdad din 1989 a fost prezentat și prototipul unui lansator cu 18 țevi dispuse pe trei rânduri tractat de către un autoturism ARO. Acesta era montat pe un trailer cu două punți, având un sistem de frânare pentru a împiedica deplasarea sistemului în timpul tragerilor.